# Oncocnemis deceptiva
Oncocnemis deceptiva är en fjärilsart som beskrevs av Barnes och Arthur Ward Lindsey 1922. Oncocnemis deceptiva ingår i släktet Oncocnemis och familjen nattflyn. Inga underarter finns listade i Catalogue of Life.